# Carlos Prío Socarrás

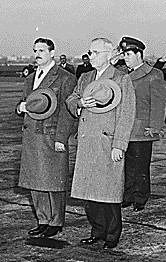
Carlos Prío Socarrás (links) mit Harry S. Truman 1948

Carlos Prío Socarrás (* 14. Juli 1903 in Bahía Honda, Kuba; † 5. April 1977 in Miami in den USA) war ein kubanischer Politiker. Von 1948 bis zum Militärputsch von Fulgencio Batista am 10. März 1952 war er Präsident der Republik Kuba.

## Leben
Prío Socarrás war einer der Gründer der Authentischen Partei (Partido Revolucionario Cubano (Auténticos)). Sein politischer Aufstieg begann mit der Volksbewegung gegen den Diktator Gerardo Machado. Während dessen Herrschaft hatte Prío das Studentendirektorium (Directorio Estudiantil Universitario DEU) der Universität von Havanna und 1933 während des Aufstandes die Revolutionäre Junta im Camp Columbia mit angeführt. Unter dem Präsidenten Ramón Grau San Martín war er 1933 Premierminister. 1947 wurde er Arbeitsminister und säuberte in der Anfangszeit des Kalten Krieges die Gewerkschaften von den Kommunisten der Sozialistischen Volkspartei, um an ihre Stelle Mitglieder der Authentischen Partei einzusetzen. Gewerkschaftsführer wie Lazaro Peña erhielten Morddrohungen und der Führer der Zuckerarbeitergewerkschaft Jesús Menéndez Larrondo wurde von einem Polizisten hinterrücks erschossen.
1948 gewann Prío die Wahlen gegen den Kandidaten der Orthodoxen Partei (Partido del Pueblo Cubano (Ortodoxos)) Eduardo Chibás. Wie die meisten seiner Amtsvorgänger galt auch Prío Socarrás als korrupt. Während seiner politischen Tätigkeit häufte er große Reichtümer an. Für die Wahlen von 1952 galt Eduardo Chibás als aussichtsreichster Kandidat. Chibás wählte den Suizid vor dem Mikrofon eines Radiosenders, um dadurch den Volksaufstand auszulösen. Trotz oder wegen des missglückten Fanals war ein Sieg der Orthodoxen Partei gegen Prío nicht mehr aufzuhalten. Fulgencio Batista wartete die Wahlniederlage seines Kandidaten nicht ab und putschte drei Monate vor dem Wahltermin. Prío musste später in die USA ins Exil und leistete von dort aus finanzielle Unterstützung sowohl für Eloy Gutiérrez Menoyos Directorio Revolucionario als auch für Fidel Castros Bewegung des 26. Juli. Nach dem Sieg der Revolution von 1959 wurde deutlich, dass es für ihn auf Kuba keine Zukunft mehr gab. Er lebte bis zu seinem Tod als Geschäftsmann in Miami in Florida. Nachdem er in große finanzielle Schwierigkeiten geraten war und gleichzeitig von der neuen Kuba-Politik der US-Regierung unter Präsident Jimmy Carter enttäuscht war, nahm er sich am 5. April 1977 durch einen Revolverschuss das Leben.